# Disciotis
Disciotis är ett släkte av svampar. Disciotis ingår i familjen Morchellaceae, ordningen skålsvampar, klassen Pezizomycetes, divisionen sporsäcksvampar och riket svampar.